# Kanuthota, Sagar
Kanuthota là một làng thuộc tehsil Sagar, huyện Shimoga, bang Karnataka, Ấn Độ.